# 七股潟湖
七股潟湖，位於臺灣臺南市七股區境內，由於曾文溪的四次改道而造成今日的潟湖景觀，為臺灣第一大潟湖，當地人稱為「內海仔」或「海仔」。2009年台江國家公園成立，成為園區的一部分。北起青山港汕、南至頂頭額汕，西以離島沙洲網仔寮汕與臺灣海峽相隔。計三個沙洲、二個出海口。其水域面積因漲退潮而有差異，面積約1,100公頃以上。

## 特色
- 南北長約6.6公里，為臺江內海最大的遺跡。
- 擁有兩個出海口，水循環佳。
- 潟湖內密布定置漁網、蚵架，其使用權一如海田般可交易。
- 潟湖和海水一樣，都有漲朝和退潮，但因為潟湖較平靜，比較有鹽田、蚵架等等。
- 七股潟湖為台灣最出名的潟湖，也是觀光景點。

## 歷史
- 原本鄭成功以鹿耳門攻向荷蘭熱蘭遮城，
- 原本的台南都還是一片汪洋，稱為台江內海。
- 後來堆積作用形成台南以及沙洲，

唯一留下就是七股潟湖。

## 地理環境

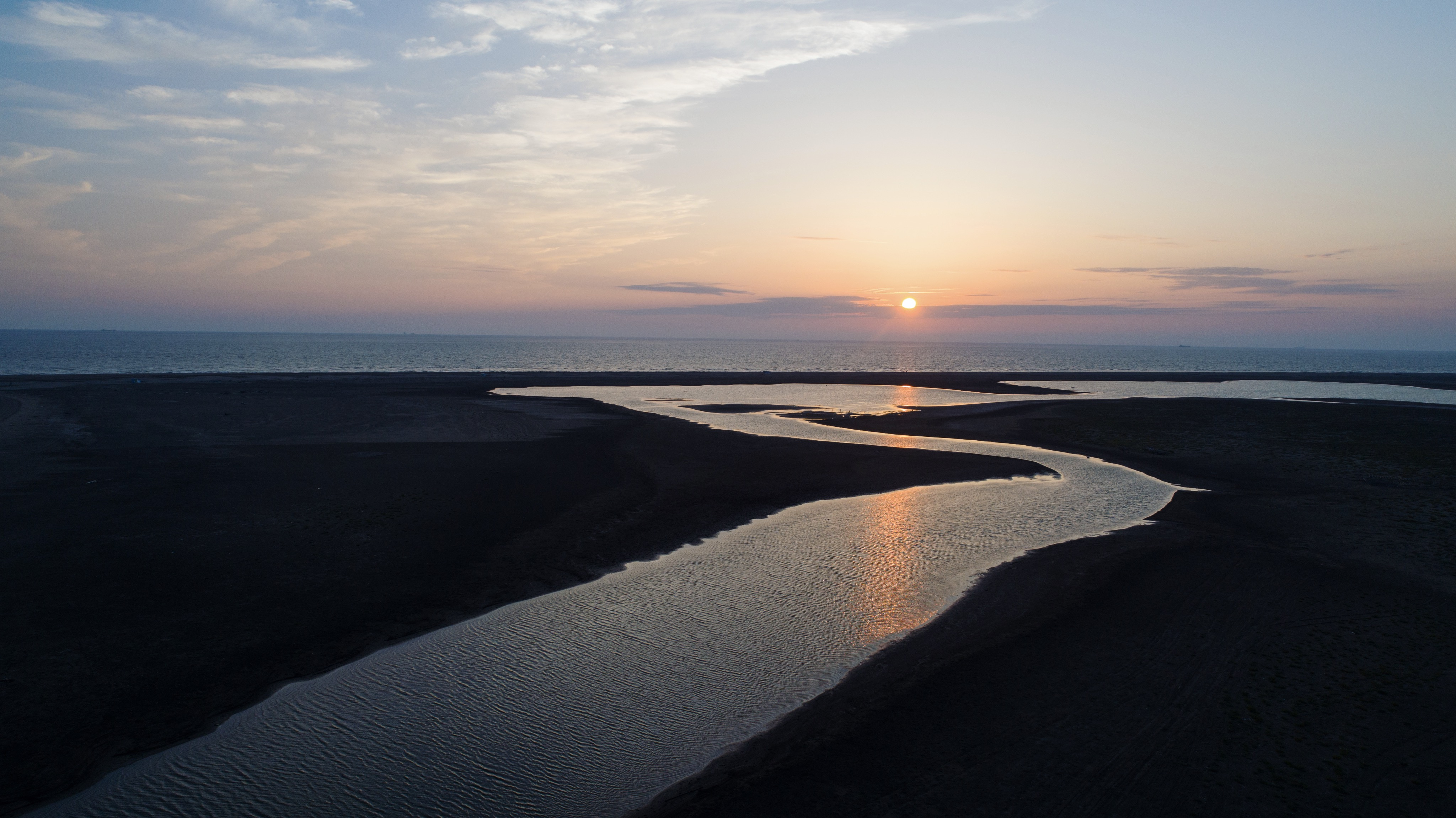
新浮崙汕

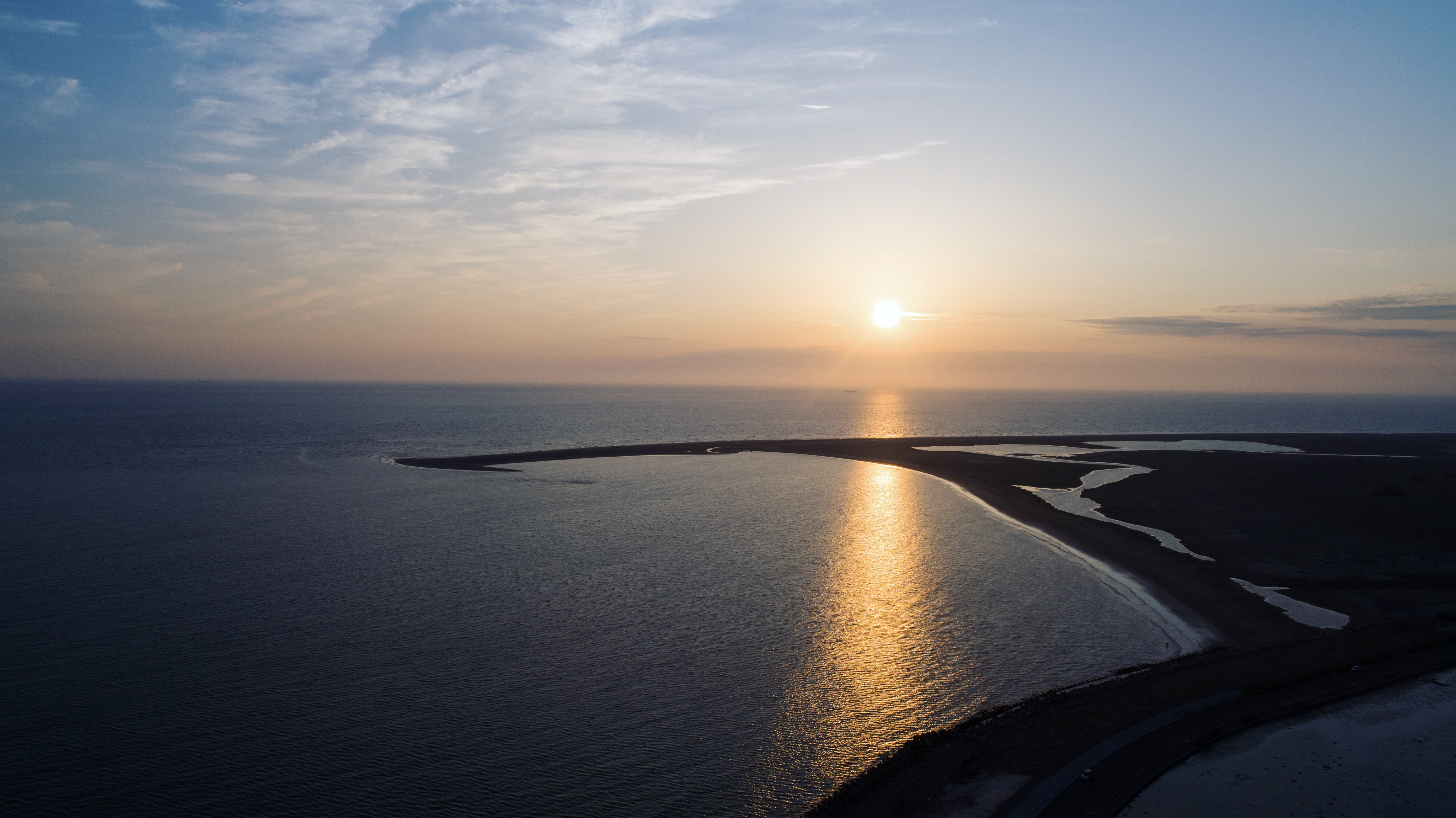
新浮崙汕

1. 網仔寮沙洲區：北起七股，將軍區界，南至七股溪口、在篤加、下山子寮、劉厝排水一線以西的範圍。東邊接七股鹽場，西邊是網仔寮汕，南邊是海埔魚塭地北堤，北至青山港西南航道，總面積約1600公頃，由北到南有四個沙洲，分別叫做青山港汕、網子寮汕、頂頭額汕與新浮崙汕
2. 養殖魚塭區：在網仔寮潟湖、劉厝排水、溪南村一線以南、曾文溪北岸南堤以北、七股農場向溪南延伸到九塊寮一線以西，至外海範圍內。
3. 河川浮覆區：曾文溪北岸南堤以南至曾文溪廢海防哨所至二號水門一線以西的地區。
4. 溪流、河口潮間帶區：在曾文溪與魚塭岸之間所夾處的狹長地帶。

## 功能
1. 防洪抑澇與調節洪水：潟湖能吸收和儲存洪水、調節水位，阻緩洪水速度，減少災害。潟湖若被大量開發，那就少那份的屏障。
2. 漁場生產功能：七股潟湖是陸上魚塭跟七股海域的緩衝水域，波浪與海流較外海穩定，這樣就擁有了多樣性的環境跟資源。
3. 具有遊憩價值：因為蘊藏豐富的物種，所以會是個天然的自然教室，可以搭配賞黑面琵鷺、七股鹽山、洋香瓜、現撈海產等等，已經具有生態旅遊的功能了。
4. 野生動物棲息地 ：有很多的水生植物和昆蟲，還有許許多多的魚、蝦、貝類，以及到此覓食的鳥類。
5. 淨化水質：潟湖跟溼地有過濾污染物的功能，而且可以保存水中的養分，使水質得以淨化。

## 生態資源
1. 植物型浮游生物：豐富的植物性浮游生物，其中最多的是矽藻佔存量88%以上，而渦鞭毛藻及藍綠藻出現較早，大型海藻類以綠藻類最多。
2. 動物型浮游性生物：除了夜光藻外，其他還有橈足類，毛顎類，端足類等。
3. 底棲動物：以蝦蟹類為主，其次為端足類的扁跳蝦，其他還有像無脊椎動物中，以牡蠣為最多，其次為樹叢苔蟲和蚵螺。
4. 為世界知名的濱海賞鳥景點，由其每到秋末近冬初時，皆有許多水棲型候鳥來此覓食，又以近乎絕種的黑面琵鷺、小環頸鴴為大宗。

## 魚種
在七股潟湖裡有很多高經濟價值的魚種，包括有烏魚、虱目魚、黑鯛、灰鰭鯛魚、黃鰭鯛、點藍子魚（星臭肚子魚）、褐藍子魚、瑪拉巴石斑、竹針魚（竹梭）、黑星銀（邊身鼓）、火斑笛（赤筆仔）、單斑笛鯛（黑點仔）等，这些都是在七股潟湖裡面屬於具有高經濟價值的魚種。

## 漁業活動
1. 牡蠣養殖：在1959年時，一般以插竹式為主，養殖面積已經到達6200公頃，年產量到達4400公噸。到了1960年以後，養殖技術發展成平掛式，然後慢慢的再改為竹架垂下式跟竹棚垂下式養殖。在1970年，養殖面積已經到達9700公頃，年產量已經到達13000公噸。1971年以後，台灣水產試驗所曾在澎湖試驗深水延繩法跟深水竹筏法在水深6公尺以上的海區，將蚵串掛在浮筒之間或浮竹管及塑膠管架上養殖。在七股潟湖中的蚵架又是另一種風情，隨著水深的不同發展出浮棚、吊棚、倒棚三種養蚵的方式。
2. 定置網：定置網是早期漁民捕魚方式之一，目前在台南縣境內的排水溝渠、溪流及沿岸海域，都可以看到。但因沿岸資源減少，魚貨量減少，除近海使用的新型與大型定置網之外，沿岸定置網已大幅衰退。定置網捕獲的魚種較多，但經濟性的魚類出現比例則較低，由潟湖出海口處捕獲具有成熟腺之母魚，如烏魚、灰鰭鯛、黑鯛及環球海鯛等，顯示七股潟湖為重要經濟型魚類產卵場所之一，冬季之捕獲則以鰻魚為主。[1]

## 生態旅遊資源
- 七股潟湖因位於環境敏感區域，適合發展有別於一般觀光活動的生態旅遊。

## 危機
- 沙洲內移淤平的危機：依據臺灣經濟部水利署第六河川局《台南縣濱海潟湖沙洲侵蝕破口》資料，網仔寮汕於1975年至2005年間退縮達885公尺，平均每年退縮約29.5公尺。而青山港汕1989年與2002年航測圖比對結果，14年間沙洲退縮約700公尺，沙洲高度自6.5公尺劇降至1公尺，且有破口產生，防禦暴潮功能降低。
- 潟湖面積減小：因青山港汕、網仔寮汕及頂頭額汕三個沙洲向東退縮，造成七股潟湖面積急劇縮小，而沙洲的沙土流失進入潟湖，致使七股潟湖逐漸淤平、陸化，其面積於2005年縮減為1100公頃，仰賴七股潟湖漁撈產業維生的漁民生計受到衝擊。[2]